# Његослав Бошковић
Његослав Бошковић је рођен  1926. године у селу Мркоњићима (Попово поље), требињски срез.

## Биографија
Његослав Бошковић је сновну школу завршио у родном селу, а гимназију, после завршетка рата, у Врхници - Словенија. Други светски рат затекао га је у Поповом пољу. Очевидац је трагичног догађаја (23. 06 1941) у Поповом пољу. Тога дана усташе су похватале 185 Срба из Попова и Бобана и после звјерског мучења бациле у јаму Јагодњачу. У критичном тренутку скочио је и препливао ријеку Требишњицу и тако избјегао стравичну смрт. Добар је познавалац и других трагичних догађаја, посебно усташких злочина, на ширем простору Херцеговине. Та болна и незаборавна сјећања, вјеродостојно описује у својим поемама. Од тада па све до завршетка рата, дијели тешку, али славну, судбину народа Поповог поља. Тога кобног дана избјегао је у планину Бјеласницу која је припадала збегу Илија. Треба напоменути то, да је тога кобног дана из родног села Мркоњића бачено у јаму Јагодњачу 21 мученик (17 до 60 година старости), а те, стравичне зиме 1941/42. године, у том селу је од глади умрло 38 особа. Та болна жаока за својим најближима оставила је дубок траг у његовом сјећању, посебно за својим ујацима. Митар Стојановић бачен је у јаму, а Милан је, као патриота, стријељан у бањичком логору - Јајинци.

## Војна каријера
Као омладинац од 16 година учесник је НОР-а. Са јединицама 29-те херцеговачке дивизије прешао је велики борбени пут од Котора до Трста, односно до Југословенско-Аустријске границе. Рањен је у борбама за ослобођење Љубљане. Имао је изузетну прилику да упозна страхоте и суровост рата на овим просторима. Одликован је са више ратних и мирнодопских одликовања.
По завршетку рата остао је у активној служби ЈНА. Завршио је војно Училиште (Академију) у Београду 1945 - 1947 године. Нешто касније завршава и Тенковску официрску школу и за постигнути успјех добија почасну диплому. Највише времена провео је на дужности наставника борбене технике у ШЦОЈ-у (Школски центар оклопних јединица) и на дужностима у ССНО-у. Пензионисан је у чину пуковника ЈНА.
У периоду активне службе повремено је писао чланке из своје функционалне надлежности и струке. Тек по одласку у пензију почео је писати чланке из облалсти НОР-а. Знатан дио времена посветио је изучавању трагедије српског народа у Херцеговини, са тежиштем на бестијалност усташких злочина и на геноцид над српским народом.

## Књижевни рад
Опредјелио се за писање поема којима заснива смисао и садржај задњих неколико година на истинитим догађајима и историјским чињеницама. 
Издао је поеме:
- Чавашки покољ (2003. године).
- Гатачко самртно пролеће (2005. године)
- Ржани до.(2005 године)

Мотиви за писање ових поема су, углавном,болне жаоке из тих стравичних дана које су се дубоко урезале у ауторово незаборавно сјећање. Свакако, тај мотив подстакнут је и срамотном сатанизацијом српског народа у новије вријеме и осјећај дуга према жртвама напаћеног српског народа, коме припада.